# Luciano Domenico
Luciano Domenico, conosciuto come Partigiano Undici (Givoletto, 8 dicembre 1933 – Givoletto, 23 febbraio 1945), è stato un partigiano italiano.

## Biografia
Fratello e figlio di partigiani, Luciano operava come staffetta. A undici anni si trovò, con un gruppo di partigiani, in un cascinale nelle campagne di Givoletto, quando l'edificio fu circondato dai repubblichini. Ne sortì, alle prime luci del giorno, un conflitto a fuoco, che durò sino a che i partigiani non ebbero finito le munizioni. Il comandante del gruppo, gravemente ferito, disse allora al bambino di sventolare una bandiera bianca in segno di resa. L'unica cosa bianca che aveva Luciano era la sua maglietta. Se la tolse e cominciò a sventolarla, ma fu abbattuto da una raffica di mitra.
Dopo la tragica morte del bambino, i partigiani sopravvissuti allo scontro, ricordando Luciano Domenico, ne parlavano come di "Undici" e ricordavano quel combattimento come quello di "Undici, maglietta e bandiera bianca".

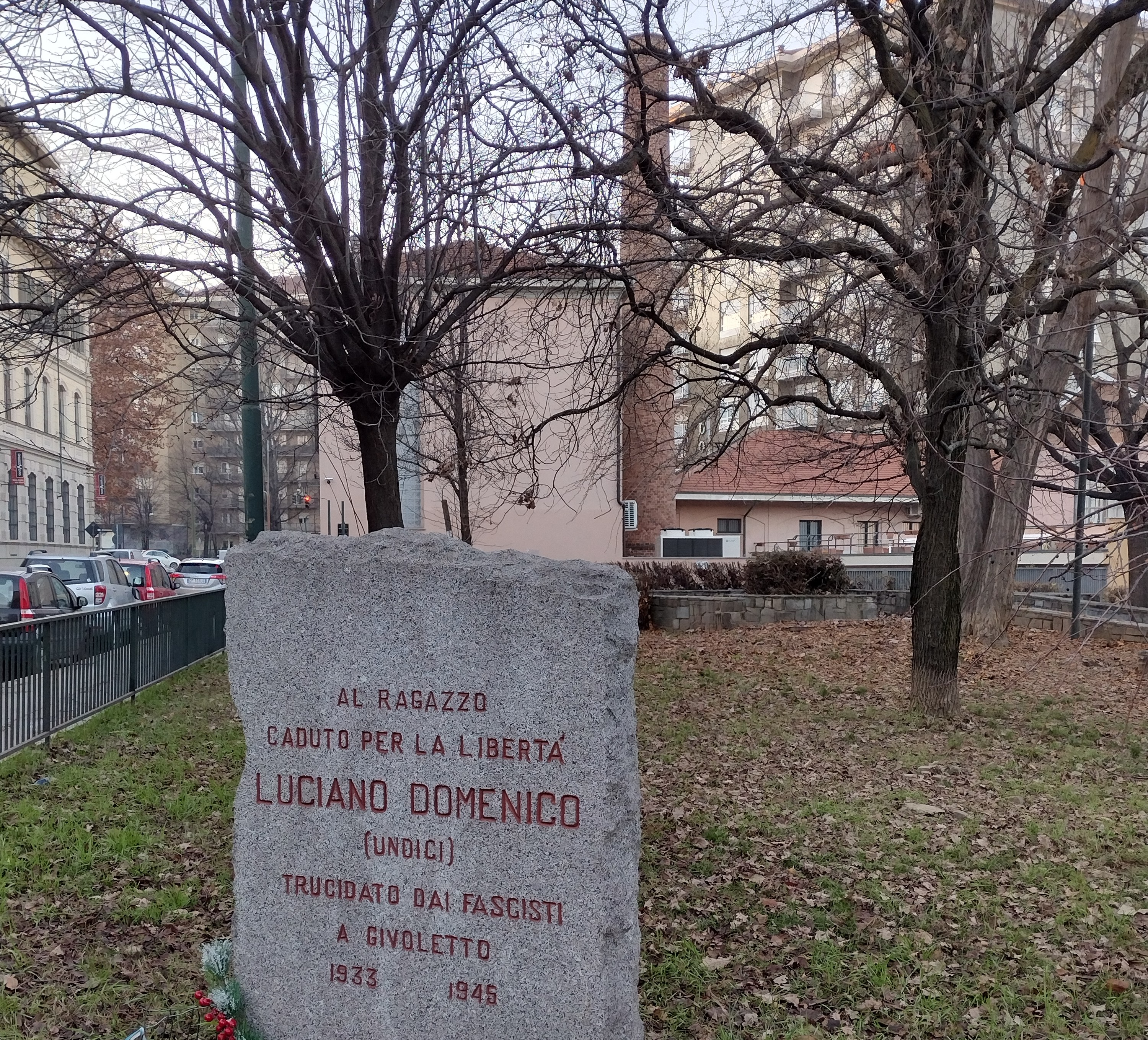
Lapide in memoria di Luciano Domenico (Torino, quartiere San Donato)

A lui sono dedicati i giardini pubblici via San Donato, a Torino. All'interno di questi lo ricorda una lapide, imbrattata con una svastica sabato 25 aprile 2009. Un'altra lapide lo ricorda, sempre a Torino, in una ex-sede del PCI in via San Rocchetto. Gli è intitolata anche la scuola primaria statale di Givoletto e la scuola di calcio del quartiere Cit Turin.
Alla memoria di Luciano Domenico sono inoltre stati dedicati due spettacoli teatrali: nel 2011 L'età infranta e nel 2016 Luciano Domenico da balilla alla Duca d'Aosta a Partigiano Undici.